# Quinto Fabio Vibulano (console 485 a.C.)
Quinto Fabio Vibulano, in latino Quintus Fabius Vibulanus (... – Veio, 480 a.C.), è stato un politico e militare romano del V secolo a.C..

## Biografia
Due volte console, nel 485 a.C. e nel 482 a.C., con i fratelli Cesone e Marco, fu uno dei maggiori esponenti della gens Fabia.

### Primo consolato (485 a.C.)
Quinto Fabio Vibulano fu eletto console nel 485 a.C. insieme a Servio Cornelio Maluginense.
Durante il suo consolato Spurio Cassio Vecellino, il console che l'anno precedente aveva proposto di distribuire parte della terra del demanio inimicandosi i patrizi fu condannato e giustiziato.
Ma con la sua morte la questione agraria non venne meno, e si levò da più parti la richiesta di dare corso alla legge agraria che era stata promulgata.
I due consoli, temendo l'insorgere di disordini e approfittando di razzie e incursioni nel territorio romano, chiamarono alla leva contro le città vicine, distogliendo così la plebe dalla questione agraria; Servio avrebbe condotto i romani contro Veio, mentre Quinto Fabio li avrebbe guidati contro i Volsci e gli Equi.
Alla testa dell'esercito costituitosi, Fabio prima invase il territorio degli Equi, poi da lì quello dei Volsci, razziando e saccheggiando il territorio. Solo i Volsci provarono a resistere sul campo contro l'esercito romano, venendo però da questo sconfitto.
Fabio però si inimicò il popolo, quando tornato a Roma con il bottino di guerra, ordinò che questo fosse interamente incamerato nelle casse dell'erario, senza che i soldati ne ricevessero alcuna parte.

### Secondo consolato (482 a.C.)
Quinto Fabio fu eletto console per la seconda volta nel 482 a.C. insieme a Gaio Giulio Iullo..
In quell'anno gli Equi ripresero le armi contro Roma ed espugnarono e saccheggiarono Ortona, mentre i veienti continuavano con le loro scorribande in territorio romano. I due consoli mossero l'esercito contro la città di Veio, ma poiché i veienti non ne uscivano, si limitarono a razziarne le campagne.

## Morte
Nel 480 a.C., consoli Gneo Manlio Cincinnato e il fratello Marco Fabio Vibulano, partecipò come legatus alla battaglia contro Veio, comandando lo schieramento sinistro dell'esercito romano.
Durante lo scontro, la situazione si fece subito difficile per l'ala sinistra romana, sia per l'inferiorità numerica, sia per la posizione più elevata, in cui si trovava l'ala destra nemica, con cui si fronteggiava. Completamente circondato Quinto Fabio morì trafitto da una lancia nemica.